# PZ Cussons
PZ Cussons plc er en britisk producent af kosmetik og produkter til hudpleje og hårpleje. De har hovedkvarter i Manchester og har især forretninger i Afrika og Commonwealth of Nations.
Virksomheden blev etableret af George Zochonis og George Paterson som en commodity-handelsvirksomhed i Sierra Leone under navnet Paterson Zochonis (PZ) i 1884.